# Gillespie-Syndrom
Das Gillespie-Syndrom  ist eine sehr seltene angeborene Erkrankung mit den Hauptmerkmalen Aniridie, zerebelläre Ataxie und Intelligenzminderung.
Synonyme sind: Aniridie-zerebelläre Ataxie-Intelligenzminderung-Syndrom
Die Erstbeschreibung stammt aus dem Jahre 1965 durch den US-amerikanischen Augenarzt Frederick D. Gillespie.

## Verbreitung
Die Häufigkeit wird mit unter 1 zu 1.000.000 angegeben, bislang wurde über weniger als 30 Betroffene berichtet. Es gibt verschiedene Vererbungsformen.
Das Syndrom soll bei etwa 2 % der Aniridie vorliegen.

## Ursache
Der Erkrankung liegen –zumindest zum Teil – Mutationen im ITPR1-Gen auf Chromosom 3 Genort p26.1 zugrunde.
Es soll auch das PAX6-Gen auf Chromosom 11 Genort p13 vereinzelt beteiligt sein.

## Klinische Erscheinungen
Klinische Kriterien sind:
- beidseitige partielle Aniridie mit Lichtscheu
- Atrophie der Iris um die Pupille
- nicht fortschreitende zerebelläre Ataxie mit schwerer Dysarthrie
- ausgeprägte geistige Behinderung
- Ohrmuscheldysplasie
- schmale schlitzförmige Augenlider
- Plattfuß
- Muskelhypotonie

Muskeleigenreflexe, Nervenleitgeschwindigkeit und Muskelbiopsie sind unauffällig.

## Diagnose
Die Diagnose ergibt sich aus der augenärztlichen Untersuchung u. a. mit der Spaltlampe.
Bildgebend können Veränderungen am Kleinhirn, dem Hirnstamm oder im Frontalhirn nachgewiesen werden.

## Differentialdiagnostik
Abzugrenzen sind:
- Biemond-Syndrom
- Marinescu-Sjögren-Syndrom
- Morbus Stargardt
- Rieger-Syndrom
- Sjögren-Syndrom